# Leucania lacteola
Leucania lacteola là một loài bướm đêm trong họ Noctuidae.